# Luka Krajnc
Luka Krajnc (Ptuj, 19 settembre 1994) è un calciatore sloveno, difensore del Maribor.

## Caratteristiche tecniche
Solido centrale difensivo che fa dell'abilità aerea il suo punto di forza: ottimo nelle chiusure difensive e pericoloso nelle sortite offensive. Possiede notevole tecnica individuale, oltre che un buon mancino, che gli permettono di uscire da situazioni difficili con grande calma ed eleganza per poi imbastire la manovra. Altre sue importanti qualità sono il senso della posizione e l'anticipo. In giovane età è stato paragonato ad Alessandro Nesta.

## Carriera

### Club

#### Gli inizi: Maribor e Genoa
Cresciuto nel vivaio del Maribor, nel gennaio 2011 si reca a Londra per un provino con il Chelsea ma il 31 marzo viene acquistato dal Genoa per 700.000 euro. con decorrenza del trasferimento dall'estate successiva.
Il 29 maggio 2011, durante l'ultima partita della stagione 2010-2011, esordisce in Prva liga giocando da titolare la sfida contro il Domžale venendo sostituito nel secondo tempo da Aleksander Rajčevič. A fine stagione il Maribor vince il Campionato.
Dal 1º luglio 2011 viene aggregato alla squadra Primavera del Genoa. Il 27 ottobre 2012 esordisce in Serie A con i rossoblu contro il Milan, sostituendo Emiliano Moretti nel secondo tempo e giocando da terzino sinistro. Gioca altre due gare nel mese di dicembre 2012 contro il Chievo ed Inter.

#### Cesena e Cagliari
Il 3 luglio 2013 passa in prestito al Cesena. Debutta in Serie B con i bianconeri il 26 agosto seguente nella vittoria per 1 a 0 contro il Varese. Il primo gol da professionista è datato invece 22 febbraio 2014 contro il Carpi. Con la squadra romagnola gioca 26 gare totali conquistando a fine stagione, grazie alla vittoria dei play-off, la promozione in Serie A.
Nell'estate 2014 il Cesena decide di acquistare la comproprietà del cartellino del giocatore, che successivamente rinnova il proprio contratto fino al giugno 2017. Nella stagione 2014-2015 gioca 22 partite di Serie A e 1 di Coppa Italia, non riuscendo tuttavia ad impedire la retrocessione in B dei romagnoli.
Il 25 giugno 2015 viene riscattato interamente dal Genoa che decide il 14 luglio successivo di cederlo a titolo definitivo al Cagliari. In Sardegna gioca 3 gare di Coppa Italia e 21 di Serie B contribuendo a fine stagione alla vittoria del Campionato ed al ritorno in A.

#### Sampdoria
Il 31 agosto 2016 la Sampdoria ne comunica l'acquisto in prestito con diritto di riscatto. Il giocatore sceglie la maglia numero 15. Debutta con la maglia blucerchiata il 30 novembre, nel quarto turno di Coppa Italia vinto per 3-0 contro il Cagliari.

#### Frosinone
Dopo aver collezionato una sola presenza con la squadra ligure, il 10 gennaio 2017 si trasferisce, con la formula del prestito con diritto di riscatto, al Frosinone. Nel finale di stagione viene attentamente valutato da Tony Banfield, osservatore dell'Arsenal presente allo Stadio "Matusa" in occasione di Frosinone-Trapani.
Dopo essere rientrato al Cagliari alla fine della stagione, il 26 luglio 2017 fa ritorno al Frosinone in prestito con obbligo di riscatto in caso di promozione in Serie A della squadra ciociara. Al termine della stagione, vista la conquista della massima serie dopo la vittoria dei play-off, il Cagliari applica la clausola firmata l'estate precedente e ne annuncia la cessione a titolo definitivo.

#### Fortuna Düsseldorf e Hannover
Il 29 settembre 2020 si accasa ai tedeschi del Fortuna Düsseldorf con la formula del prestito con diritto di riscatto.
A fine stagione non viene riscattato dalla formazione tedesca, facendo così ritorno al Frosinone, che il 24 agosto 2021 lo cede a titolo definitivo all'Hannover 96.

#### Catanzaro e Maribor
Il 23 agosto 2023 fa ritorno in Italia firmando un contratto biennale con il Catanzaro.
Il 7 settembre 2024 viene ufficializzata la sua cessione agli sloveni del Maribor.

### Nazionale
Dopo aver giocato 26 partite con 1 gol nelle file delle nazionali Under-16, 17, 18, 19 e 20 slovene, il 15 agosto 2012 contro l'Ucraina debutta in Under-21, giocando gli interi 90 minuti del match. Il suo primo gol in Under-21 slovena è datato invece 8 settembre 2014 nella vittoria per 7 a 1 contro l'Estonia.
Il 31 marzo 2015 ha esordito con la nazionale maggiore nell'amichevole persa 1 a 0 contro il Qatar. Il debutto da titolare è invece avvenuto il 30 maggio 2016 a Malmö contro i padroni di casa della Svezia.

## Statistiche

### Presenze e reti nei club
Statistiche aggiornate al 7 settembre 2024.
| Stagione         | Squadra            | Campionato       | Campionato | Campionato | Coppe nazionali | Coppe nazionali | Coppe nazionali | Coppe internazionali | Coppe internazionali | Coppe internazionali | Altre coppe | Altre coppe | Altre coppe | Totale | Totale |
| Stagione         | Squadra            | Comp             | Pres       | Reti       | Comp            | Pres            | Reti            | Comp                 | Pres                 | Reti                 | Comp        | Pres        | Reti        | Pres   | Reti   |
| ---------------- | ------------------ | ---------------- | ---------- | ---------- | --------------- | --------------- | --------------- | -------------------- | -------------------- | -------------------- | ----------- | ----------- | ----------- | ------ | ------ |
| 2010-2011        | Maribor            | 1. SNL           | 1          | 0          | CS              | 0               | 0               | UEL                  | 0                    | 0                    | -           | -           | -           | 1      | 0      |
| 2011-2012        | Genoa              | A                | 0          | 0          | CI              | -               | -               | -                    | -                    | -                    | -           | -           | -           | 0      | 0      |
| 2012-2013        | Genoa              | A                | 3          | 0          | CI              | -               | -               | -                    | -                    | -                    | -           | -           | -           | 3      | 0      |
| Totale Genoa     | Totale Genoa       | Totale Genoa     | 3          | 0          |                 | -               | -               |                      | -                    | -                    |             | -           | -           | 3      | 0      |
| 2013-2014        | Cesena             | B                | 22+4       | 1          | CI              | 0               | 0               | -                    | -                    | -                    | -           | -           | -           | 26     | 1      |
| 2014-2015        | Cesena             | A                | 22         | 0          | CI              | 1               | 0               | -                    | -                    | -                    | -           | -           | -           | 23     | 0      |
| Totale Cesena    | Totale Cesena      | Totale Cesena    | 44+4       | 1          |                 | 1               | 0               |                      | -                    | -                    |             | -           | -           | 49     | 1      |
| 2015-2016        | Cagliari           | B                | 21         | 0          | CI              | 3               | 0               | -                    | -                    | -                    | -           | -           | -           | 24     | 0      |
| 2016-gen. 2017   | Sampdoria          | A                | 0          | 0          | CI              | 1               | 0               | -                    | -                    | -                    | -           | -           | -           | 1      | 0      |
| gen.-giu. 2017   | Frosinone          | B                | 19+1       | 0          | CI              | -               | -               | -                    | -                    | -                    | -           | -           | -           | 20     | 0      |
| 2017-2018        | Frosinone          | B                | 27+4       | 0          | CI              | 2               | 0               | -                    | -                    | -                    | -           | -           | -           | 33     | 0      |
| 2018-2019        | Frosinone          | A                | 9          | 0          | CI              | 0               | 0               | -                    | -                    | -                    | -           | -           | -           | 9      | 0      |
| 2019-2020        | Frosinone          | B                | 15+5       | 0          | CI              | 0               | 0               | -                    | -                    | -                    | -           | -           | -           | 20     | 0      |
| Totale Frosinone | Totale Frosinone   | Totale Frosinone | 70+10      | 0          |                 | 2               | 0               |                      | -                    | -                    |             | -           | -           | 82     | 0      |
| 2020-2021        | Fortuna Düsseldorf | 2L               | 24         | 2          | CG              | 0               | 0               |                      | -                    | -                    |             | -           | -           | 24     | 2      |
| 2021-2022        | Hannover 96        | 2L               | 20         | 0          | CG              | 2               | 0               |                      | -                    | -                    |             | -           | -           | 22     | 0      |
| 2022-2023        | Hannover 96        | 2L               | 20         | 1          | CG              | 1               | 0               |                      | -                    | -                    |             | -           | -           | 21     | 1      |
| Totale Hannover  | Totale Hannover    | Totale Hannover  | 40         | 1          |                 | 3               | 0               |                      | -                    | -                    |             | -           | -           | 43     | 1      |
| 2023-2024        | Catanzaro          | B                | 15         | 0          | CI              | 0               | 0               | -                    | -                    | -                    | -           | -           | -           | 15     | 0      |
| ago.-set. 2024   | Catanzaro          | B                | 1          | 0          | CI              | 0               | 0               | -                    | -                    | -                    | -           | -           | -           | 1      | 0      |
| Totale Catanzaro | Totale Catanzaro   | Totale Catanzaro | 16         | 0          |                 | 0               | 0               |                      | 0                    | 0                    |             | 0           | 0           | 16     | 0      |
| set. 2024-2025   | Maribor            | 1. SNL           | 0          | 0          | NZS             | 0               | 0               | UEL                  | 0                    | 0                    |             | -           | -           | 0      | 0      |
| Totale carriera  | Totale carriera    | Totale carriera  | 219+14     | 4          |                 | 10              | 0               |                      | 0                    | 0                    |             | -           | -           | 243    | 4      |

### Cronologia presenze e reti in nazionale
| Cronologia completa delle presenze e delle reti in nazionale ― Slovenia | Cronologia completa delle presenze e delle reti in nazionale ― Slovenia | Cronologia completa delle presenze e delle reti in nazionale ― Slovenia | Cronologia completa delle presenze e delle reti in nazionale ― Slovenia | Cronologia completa delle presenze e delle reti in nazionale ― Slovenia | Cronologia completa delle presenze e delle reti in nazionale ― Slovenia | Cronologia completa delle presenze e delle reti in nazionale ― Slovenia | Cronologia completa delle presenze e delle reti in nazionale ― Slovenia |
| Data                                                                    | Città                                                                   | In casa                                                                 | Risultato                                                               | Ospiti                                                                  | Competizione                                                            | Reti                                                                    | Note                                                                    |
| ----------------------------------------------------------------------- | ----------------------------------------------------------------------- | ----------------------------------------------------------------------- | ----------------------------------------------------------------------- | ----------------------------------------------------------------------- | ----------------------------------------------------------------------- | ----------------------------------------------------------------------- | ----------------------------------------------------------------------- |
| 31-3-2015                                                               | Doha                                                                    | Qatar                                                                   | 1 – 0                                                                   | Slovenia                                                                | Amichevole                                                              | -                                                                       | 65’                                                                     |
| 30-5-2016                                                               | Malmö                                                                   | Svezia                                                                  | 0 – 0                                                                   | Slovenia                                                                | Amichevole                                                              | -                                                                       | 86’                                                                     |
| 27-3-2018                                                               | Lubiana                                                                 | Slovenia                                                                | 0 – 2                                                                   | Bielorussia                                                             | Amichevole                                                              | -                                                                       | 6’                                                                      |
| 13-10-2018                                                              | Oslo                                                                    | Norvegia                                                                | 1 – 0                                                                   | Slovenia                                                                | UEFA Nations League 2018-2019 - 1º turno                                | -                                                                       | 9’                                                                      |
| Totale                                                                  |                                                                         | Presenze                                                                | 4                                                                       |                                                                         | Reti                                                                    | 0                                                                       |                                                                         |

| Cronologia completa delle presenze e delle reti in nazionale ― Slovenia under 21 | Cronologia completa delle presenze e delle reti in nazionale ― Slovenia under 21 | Cronologia completa delle presenze e delle reti in nazionale ― Slovenia under 21 | Cronologia completa delle presenze e delle reti in nazionale ― Slovenia under 21 | Cronologia completa delle presenze e delle reti in nazionale ― Slovenia under 21 | Cronologia completa delle presenze e delle reti in nazionale ― Slovenia under 21 | Cronologia completa delle presenze e delle reti in nazionale ― Slovenia under 21 | Cronologia completa delle presenze e delle reti in nazionale ― Slovenia under 21 |
| Data                                                                             | Città                                                                            | In casa                                                                          | Risultato                                                                        | Ospiti                                                                           | Competizione                                                                     | Reti                                                                             | Note                                                                             |
| -------------------------------------------------------------------------------- | -------------------------------------------------------------------------------- | -------------------------------------------------------------------------------- | -------------------------------------------------------------------------------- | -------------------------------------------------------------------------------- | -------------------------------------------------------------------------------- | -------------------------------------------------------------------------------- | -------------------------------------------------------------------------------- |
| 15-8-2012                                                                        | Kiev                                                                             | Ucraina under 21                                                                 | 2 – 0                                                                            | Slovenia under 21                                                                | Qual. Europeo Under-21 2013                                                      | -                                                                                |                                                                                  |
| 6-9-2012                                                                         | Maribor                                                                          | Slovenia under 21                                                                | 2 – 1                                                                            | Svezia under 21                                                                  | Qual. Europeo Under-21 2013                                                      | -                                                                                |                                                                                  |
| 6-2-2013                                                                         | Rio Maior                                                                        | Portogallo under 21                                                              | 0 – 0                                                                            | Slovenia under 21                                                                | Amichevole                                                                       | -                                                                                |                                                                                  |
| 25-3-2013                                                                        | Bratislava                                                                       | Slovacchia under 21                                                              | 1 – 2                                                                            | Slovenia under 21                                                                | Amichevole                                                                       | -                                                                                |                                                                                  |
| 6-9-2013                                                                         | Mosca                                                                            | Russia under 21                                                                  | 2 – 1                                                                            | Slovenia under 21                                                                | Qual. Europeo Under-21 2015                                                      | -                                                                                |                                                                                  |
| 10-9-2013                                                                        | Ptuj                                                                             | Slovenia under 21                                                                | 2 – 2                                                                            | Danimarca under 21                                                               | Qual. Europeo Under-21 2015                                                      | -                                                                                |                                                                                  |
| 11-10-2013                                                                       | Aalborg                                                                          | Danimarca under 21                                                               | 2 – 2                                                                            | Slovenia under 21                                                                | Qual. Europeo Under-21 2015                                                      | -                                                                                |                                                                                  |
| 15-10-2013                                                                       | Nova Gorica                                                                      | Slovenia under 21                                                                | 2 – 1                                                                            | Bulgaria under 21                                                                | Qual. Europeo Under-21 2015                                                      | -                                                                                |                                                                                  |
| 15-11-2013                                                                       | Capodistria                                                                      | Slovenia under 21                                                                | 0 – 1                                                                            | Russia under 21                                                                  | Qual. Europeo Under-21 2015                                                      | -                                                                                |                                                                                  |
| 19-11-2013                                                                       | Stara Zagora                                                                     | Bulgaria under 21                                                                | 1 – 5                                                                            | Slovenia under 21                                                                | Qual. Europeo Under-21 2015                                                      | -                                                                                |                                                                                  |
| 5-3-2014                                                                         | Capodistria                                                                      | Slovenia under 21                                                                | 2 – 1                                                                            | Croazia under 21                                                                 | Amichevole                                                                       | -                                                                                |                                                                                  |
| 3-9-2014                                                                         | Aidussina                                                                        | Slovenia under 21                                                                | 5 – 0                                                                            | Andorra under 21                                                                 | Qual. Europeo Under-21 2015                                                      | -                                                                                |                                                                                  |
| 8-9-2014                                                                         | Rakvere                                                                          | Estonia under 21                                                                 | 1 – 7                                                                            | Slovenia under 21                                                                | Qual. Europeo Under-21 2015                                                      | 1                                                                                |                                                                                  |
| 3-6-2015                                                                         | Kiev                                                                             | Ucraina under 21                                                                 | 1 – 1                                                                            | Slovenia under 21                                                                | Amichevole                                                                       | -                                                                                |                                                                                  |
| 8-6-2015                                                                         | Aidussina                                                                        | Slovenia under 21                                                                | 4 – 0                                                                            | Andorra under 21                                                                 | Qual. Europeo Under-21 2017                                                      | -                                                                                | 63’                                                                              |
| 28-3-2016                                                                        | Capodistria                                                                      | Slovenia under 21                                                                | 3 – 1                                                                            | Irlanda under 21                                                                 | Qual. Europeo Under-21 2017                                                      | 1                                                                                | cap.                                                                             |
| 2-9-2016                                                                         | Waterford                                                                        | Irlanda under 21                                                                 | 2 – 0                                                                            | Slovenia under 21                                                                | Qual. Europeo Under-21 2017                                                      | -                                                                                | cap.                                                                             |
| Totale                                                                           |                                                                                  | Presenze                                                                         | 17                                                                               |                                                                                  | Reti                                                                             | 2                                                                                |                                                                                  |

## Palmarès

### Club

#### Competizioni nazionali
- Campionato sloveno: 1

Maribor: 2010-2011
- Campionato italiano di Serie B: 1

Cagliari: 2015-2016